# Camponotus jtl-047
Camponotus jtl-047 é uma espécie de inseto do gênero Camponotus, pertencente à família Formicidae.